# Arcizac-ez-Angles
Arcizac-ez-Angles är en kommun i departementet Hautes-Pyrénées i regionen Occitanien i sydvästra Frankrike. Kommunen ligger i kantonen Lourdes-Est som tillhör arrondissementet Argelès-Gazost. År 2022 hade Arcizac-ez-Angles 254 invånare.

## Befolkningsutveckling
Antalet invånare i kommunen Arcizac-ez-Angles
| Referens: INSEE |